# Гарсия, Дэнни (футболист)
Даниэ́ль Гарси́я (англ. Daniel "Danny" Garcia; род. 14 октября 1993, Даллас, Техас, США) — американский футболист, полузащитник.

## Молодёжная карьера
Гарсия — воспитанник клуба «Даллас».
В 2012 году Гарсия поступил в Университет Северной Каролины в Чапел-Хилле и начал выступать за университетскую футбольную команду «Норт Каролина Тар Хилз» в Национальной ассоциации студенческого спорта. В сезоне 2012 он забил четыре гола и отдал шесть результативных передач, за что был признан лучшим игроком-первокурсником в Конференции атлантического побережья.

## Клубная карьера
18 июня 2013 года Гарсия подписал контракт с «Далласом», став 11-м по счёту доморощенным игроком клуба. 4 мая 2014 года в матче против «Нью-Йорк Ред Буллз» он дебютировал в MLS. 27 апреля 2015 года Гарсия отправился в аренду в аффилированный с «Далласом» клуб USL «Аризона Юнайтед». За «Аризону» он дебютировал 31 мая в матче против «Уайткэпс 2». 17 июля в матче против «Остин Ацтекс» он забил свой первый гол за «Аризону». По окончании сезона 2015 «Даллас» не продлил контракт с Гарсией.
11 февраля 2016 года Гарсия подписал контракт с новообразованным клубом USL «Сан-Антонио» на сезон 2016. 3 апреля он участвовал в инаугуральном матче франшизы, соперником в котором был «Сиэтл Саундерс 2». 9 апреля в матче против «Своуп Парк Рейнджерс» он забил свой первый гол за «Сан-Антонио».

## Международная карьера
В 2013 году Гарсия в составе молодёжной команды США дошёл до финала чемпионата КОНКАКАФ среди молодёжных команд. На турнире он сыграл в матчах против сборных Канады, Кубы, Коста-Рики и Мексики.
В том же году в составе молодёжной сборной США Дэнни выступал на молодёжном чемпионате мира в Турции. На турнире он принял участие в матчах против команд Испании и Ганы.

## Достижения
Международные
 США (до 20)
- Чемпионат КОНКАКАФ среди молодёжных команд — 2013